# Britney's Dance Beat
Britney's Dance Beat è un videogioco musicale, pubblicato nel 2002 dalla THQ per PlayStation 2, Game Boy Advance e Microsoft Windows.

## Modalità di gioco
Il motore del gioco è ispirato a quello di Dance Summit 2000, terzo capitolo della saga di Bust a Groove, pubblicata dalla Enix. La storia del gioco segue le audizioni di una ballerina che deve superare diversi livelli per poter far parte del corpo di ballo della cantante Britney Spears.
Per poter fare in modo che la protagonista del gioco balli a tempo e quindi superi le varie audizioni, il giocatore deve premere determinati tasti del joypad a tempo con la musica. I simboli corrispondenti ai quattro tasti, compaiono in un cerchio, sul quale si muove un puntatore, che indica quando il giocatore deve premere il tasto.
Il gioco contiene cinque canzoni di Britney Spears ...Baby One More Time, Oops!... I Did It Again, Stronger, Overprotected e I'm a Slave 4 U, ed ogni canzone costituisce un livello di gioco. Ogni volta che viene completato un livello, il giocatore viene premiato con un "pass per i backstage", che sblocca alcuni contenuti segreti del gioco, come fotografie e filmati della Spears.